# جون كيف
جون كيف (بالإنجليزية: John Keefe)‏ هو لاعب كرة قاعدة أمريكي، ولد في 5 مايو 1866 في فيتشبورغ في الولايات المتحدة، وتوفي بنفس المكان في 9 أغسطس 1937.

## وصلات خارجية
- جون كيف على موقعبيزبول رفرنس.كوم (الدوري الرئيسي) (الإنجليزية)
- جون كيف على موقعبيزبول رفرنس.كوم (الدوري الثانوي) (الإنجليزية)